# Angaribia lobata
Angaribia lobata är en kräftdjursart som beskrevs av Franco Ferrara och Stefano Taiti 1996. Angaribia lobata ingår i släktet Angaribia och familjen Eubelidae. Inga underarter finns listade i Catalogue of Life.